# Felsőboldogfalva község
Felsőboldogfalva község (románul: Comuna Feliceni) község Hargita megyében, Romániában. Központja Felsőboldogfalva, beosztott falvai Bikafalva, Farcád, Hodgya, Ocfalva, Patakfalva, Székelylengyelfalva, Sándortelke, Sükő, Telekfalva, Árvátfalva.

## Népessége
A 2011-es népszámlálás adatai alapján a község népessége 3297 fő volt.